# Bahnstrecke Zaječí–Hodonín
| Kursbuchstrecke (SŽ): | 255                  |                                                     |                                                     |
| Streckenlänge: | 37,492 km            |                                                     |                                                     |
| Spurweite: | 1435 mm (Normalspur) |                                                     |                                                     |
| Streckengeschwindigkeit: | 50 km/h              |                                                     |                                                     |
| |                      |                                                     |                                                     |
| \| \| \| von Brno hl.n. (vorm. KFNB) \| \| \| \| 0,000 \| Zaječí früher Saitz \| Zaječí früher Saitz \| \| \| \| nach Břeclav (vorm. KFNB) \| \| \| \| 3,890 \| Velké Pavlovice früher Gr. Pawlowitz \| Velké Pavlovice früher Gr. Pawlowitz \| \| \| \| Trkmanka \| \| \| \| 5,207 \| Velké Pavlovice zastávka früher Gr. Pawlowitz Markt \| Velké Pavlovice zastávka früher Gr. Pawlowitz Markt \| \| \| 8,647 \| Bořetice früher Borzetitz \| Bořetice früher Borzetitz \| \| \| 11,864 \| Kobylí na Moravě \| Kobylí na Moravě \| \| \| 14,331 \| Brumovice früher Brumowitz \| Brumovice früher Brumowitz \| \| \| \| von Ždánice (vorm. LB Saitz–Czeicz–Göding) \| \| \| \| 17,337 \| Odb. Čejč \| Odb. Čejč \| \| \| 18,592 \| Čejč früher Czeitsch \| Čejč früher Czeitsch \| \| \| 25,942 \| Mutěnice zastávka \| Mutěnice zastávka \| \| \| 27,258 \| Mutěnice früher Mutenitz \| Mutěnice früher Mutenitz \| \| \| \| nach Kyjov (vorm. BLEG) \| \| \| \| 28,035 \| Odb. Hodonínská \| Odb. Hodonínská \| \| \| \| Kyjovka \| \| \| \| \| von Petrovice u Karviné (vorm. KFNB) \| \| \| \| 37,492 \| Hodonín früher Göding \| Hodonín früher Göding \| \| \| \| nach Břeclav (vorm. KFNB) \| \| |                      |                                                     |                                                     |
| Strecke |                      | von Brno hl.n. (vorm. KFNB)                         | von Brno hl.n. (vorm. KFNB)                         |
| Bahnhof | 0,000                | Zaječí früher Saitz                                 | Zaječí früher Saitz                                 |
| Abzweig geradeaus und nach rechts |                      | nach Břeclav (vorm. KFNB)                           | nach Břeclav (vorm. KFNB)                           |
| Bahnhof | 3,890                | Velké Pavlovice früher Gr. Pawlowitz                | Velké Pavlovice früher Gr. Pawlowitz                |
| Brücke über Wasserlauf |                      | Trkmanka                                            | Trkmanka                                            |
| Haltepunkt / Haltestelle | 5,207                | Velké Pavlovice zastávka früher Gr. Pawlowitz Markt | Velké Pavlovice zastávka früher Gr. Pawlowitz Markt |
| Haltepunkt / Haltestelle | 8,647                | Bořetice früher Borzetitz                           | Bořetice früher Borzetitz                           |
| Bahnhof | 11,864               | Kobylí na Moravě                                    | Kobylí na Moravě                                    |
| Haltepunkt / Haltestelle | 14,331               | Brumovice früher Brumowitz                          | Brumovice früher Brumowitz                          |
| Abzweig geradeaus und von links |                      | von Ždánice (vorm. LB Saitz–Czeicz–Göding)          | von Ždánice (vorm. LB Saitz–Czeicz–Göding)          |
| Blockstelle | 17,337               | Odb. Čejč                                           | Odb. Čejč                                           |
| Bahnhof | 18,592               | Čejč früher Czeitsch                                | Čejč früher Czeitsch                                |
| Haltepunkt / Haltestelle | 25,942               | Mutěnice zastávka                                   | Mutěnice zastávka                                   |
| Bahnhof | 27,258               | Mutěnice früher Mutenitz                            | Mutěnice früher Mutenitz                            |
| Abzweig geradeaus, ehemals nach links und ehemals von links |                      | nach Kyjov (vorm. BLEG)                             | nach Kyjov (vorm. BLEG)                             |
| ehemalige Blockstelle | 28,035               | Odb. Hodonínská                                     | Odb. Hodonínská                                     |
| Brücke über Wasserlauf |                      | Kyjovka                                             | Kyjovka                                             |
| Abzweig geradeaus und von links |                      | von Petrovice u Karviné (vorm. KFNB)                | von Petrovice u Karviné (vorm. KFNB)                |
| Bahnhof | 37,492               | Hodonín früher Göding                               | Hodonín früher Göding                               |
| Strecke |                      | nach Břeclav (vorm. KFNB)                           | nach Břeclav (vorm. KFNB)                           |

Die Bahnstrecke Zaječí–Hodonín ist eine Eisenbahnverbindung in Tschechien, die ursprünglich als Teil der Lokalbahn Saitz–Czeicz–Göding (Místní dráha Zaječí–Čejč–Hodonín) erbaut und betrieben wurde. Sie verläuft von Zaječí (Saitz) über Čejč (Czeitsch) nach Hodonín (Göding).
Nach einem Erlass der tschechischen Regierung ist die Strecke seit dem 20. Dezember 1995 als regionale Bahn („regionální dráha“) klassifiziert.

## Geschichte
Die Konzession für die Lokalbahn Saitz–Czeicz–Göding wurde am 21. August 1896 erteilt. Die Strecke wurde am 16. Mai 1897 eröffnet. Den Betrieb führte die k.k. priv. Kaiser Ferdinands-Nordbahn (KFNB) für Rechnung der Lokalbahn Saitz–Czeicz–Göding aus. Nach der Verstaatlichung der KFNB am 1. Jänner 1907 ging diese Aufgabe an die Nordbahndirektion der k.k. Staatsbahnen (kkStB) über.
Im Jahr 1912 wies der Fahrplan der Lokalbahn täglich drei gemischte Zugpaare 2. und 3. Klasse aus, wobei keines die Gesamtstrecke befuhr. Zwischen Mutenitz und Göding gab es fünf Zugpaare.

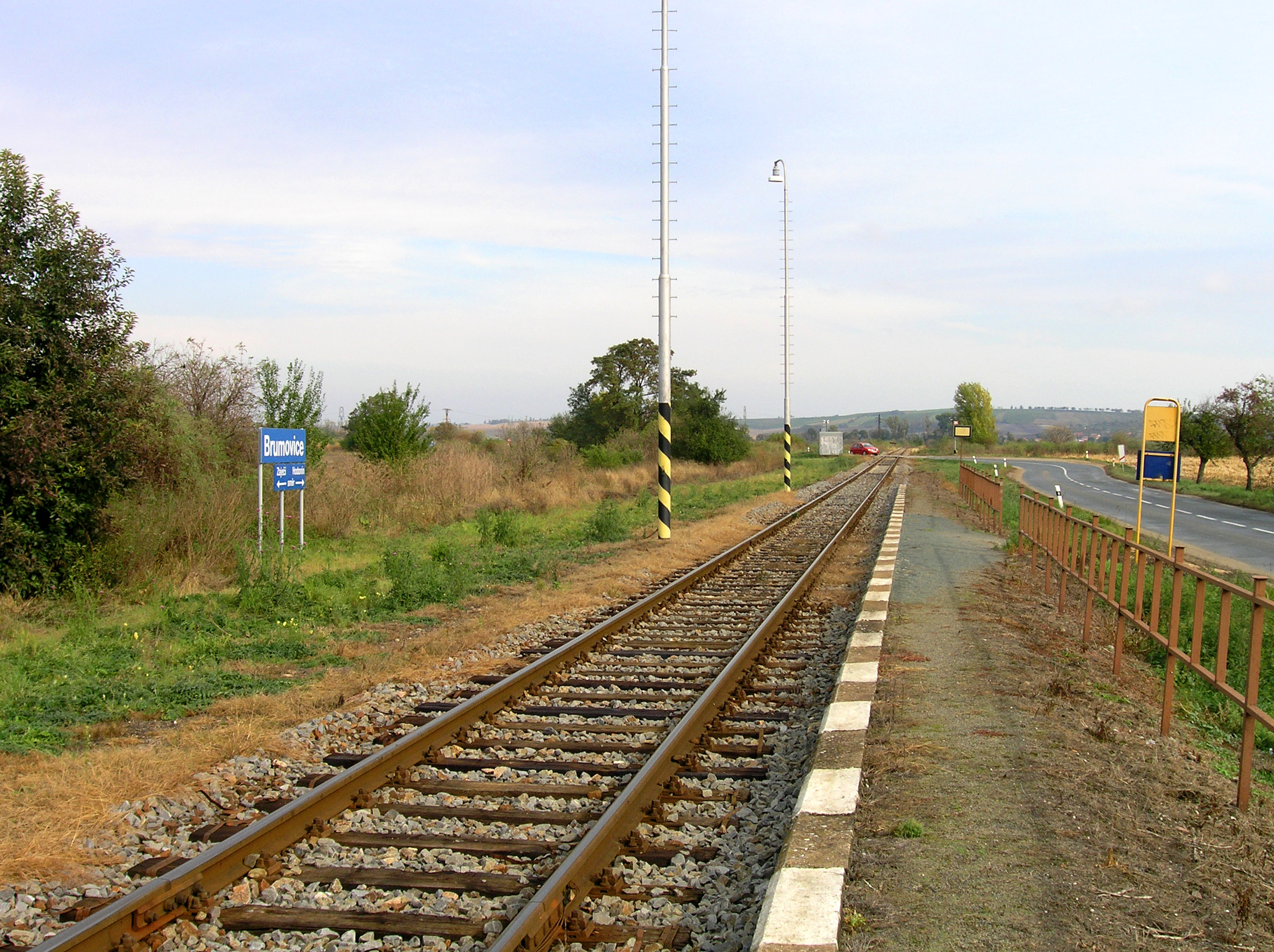
Haltestelle Brumovice (2009)

Nach dem Ersten Weltkrieg ging die Betriebsführung an die neu gegründeten Tschechoslowakischen Staatsbahnen ČSD über. 1930 wurde die Lokalbahn Saitz–Czeicz–Göding verstaatlicht und die Strecke wurde ins Netz der ČSD integriert.
Nach der Angliederung des Sudetenlandes an Deutschland im Herbst 1938 lag ein kurzer Abschnitt der Strecke mit dem Anschlussbahnhof Zaječí / Saitz auf nunmehr deutschem Staatsgebiet. Betreiber waren jetzt die Protektoratsbahnen Böhmen und Mähren (ČMD-BMB). Am 9. Mai 1945 kam die Strecke wieder vollständig zu den ČSD.
Am 1. Januar 1993 ging die Strecke im Zuge der Auflösung der Tschechoslowakei an die neu gegründeten České dráhy (ČD) über. Seit 2003 gehört sie zum Netz des staatlichen Infrastrukturbetreibers Správa železniční dopravní cesty (SŽDC).
Im Fahrplan 2019 wird die Strecke täglich im Zweistundentakt von Personenzügen bedient. Werktags verdichten weitere Züge das Angebot zu einem teilweisen Stundentakt. Einige Züge befahren auch nur die Teilstrecke Zaječí–Čejč.
Der Jihomoravský kraj als Aufgabenträger für den öffentlichen Personennahverkehr beabsichtigt, den regelmäßigen Personenverkehr zwischen Čejč und Hodonín einzustellen und durch eine Autobuslinie zu ersetzen. Lediglich an den Wochenenden soll ein touristischer Verkehr aufrechterhalten werden. Derzeit nutzen die Züge täglich nur 50 bis 70 Reisende pro Richtung. Dagegen protestierten die betroffenen Gemeinden, Einwohner unterschrieben eine Petition gegen die Einstellung. 
Am 12. Juni 2023 trat der reduzierte Fahrplan in Kraft. Aufgrund von Bauarbeiten enden die Züge vorerst in Kobylí na Moravě, an den Wochenenden wird für drei Zugpaare ein Schienenersatzverkehr bis Hodonín angeboten.